# Universidad de Santiago de Chile
Universidad de Santiago de Chile – uczelnia w Chile, zlokalizowana w Santiago. 